# Universidad de Ciego de Ávila
La Universidad de Ciego de Ávila "Máximo Gómez Báez", UNICA es una universidad pública que se ubica en Ciego de Ávila, Cuba. Fue fundada en 1978 y está organizada en siete facultades.

## Organización
Las 7 facultades en las que se divide dicha universidad son:
- Facultad de Ciencias Agropecuarias

- Facultad de Ciencias Económicas y Empresariales

- Facultad de Informática y Ciencias Exactas

- Facultad de Ciencias Técnicas

- Facultad de Ciencias Sociales y Humanísticas

- Facultad de Ciencias de la Cultura Física y el Deporte

- Facultad de Ciencias Pedagógicas